# 670型核潜艇
670型“鳐鱼”（俄文:«Скат»）巡航导弹核潜艇，北约命名为查理级（C级），是苏联海军第二代核潜艇。由第112中央设计局设计，红色索尔莫沃造船厂制造。

## 查理I级
首艇1967年下水，随后的五年共制造同型艇10艘，总计11艘。查理I级吨位较小，在艏部的压力壳外部两侧各斜置安装四座反舰导弹发射装置，使用SS-N-7“紫水晶”水下发射的主动雷达制导反舰导弹，射程65公里，正是第一種可在水下發射巡航导彈的潛艇。虽然射程较短，但敌舰预警与反制的机会也变少了。 与“回声”级核潜艇相比，本型潜艇增加了卫星数据链，截获敌方目标位置的手段更加可靠。单轴，动力装置包括1座ВМ-4-1反应堆和1台ОК-350蒸汽发生器等。
1983年K-429号潜艇在厂修后出航验收时，由于人为疏忽未关闭通气管舱门导致在堪察加彼得罗巴甫洛夫斯克附近水域进水沉没，16人丧生，艇长被判刑10年.
该型K-43号在1987年9月到1991年1月租借给印度海军改名为「查克拉1號」，成为世界上第一艘租借国外的核潜艇。
| #                           | 造船厂       | 开工           | 下水          | 服役           | 舰队       | 退役拆解          |
| --------------------------- | ------------ | -------------- | ------------- | -------------- | ---------- | ----------------- |
| K-87，1978年1月15日期 K-212 | 红色索尔莫沃 | 1965年2月6日   | 1968年3月20日 | 1968年12月28日 | 太平洋舰队 | 1990年4月19日退役 |
| K-25                        | 红色索尔莫沃 | 1965年12月2日  | 1968年7月31日 | 1968年12月30日 | 太平洋舰队 | 1991年6月24日     |
| K-325                       | 红色索尔莫沃 | 1969年9月6日   | 1971年6月4日  | 1971年11月5日  | 太平洋舰队 | 1991年6月24日     |
| K-429                       | 红色索尔莫沃 | 1971年1月26日  | 1972年4月22日 | 1972年9月15日  | 太平洋舰队 | 1987年            |
| K-43                        | 红色索尔莫沃 | 1964年5月9日   | 1966年8月2日  | 1967年11月5日  | 太平洋舰队 | 1992年7月30日     |
| K-121                       | 红色索尔莫沃 | 1966年11月25日 | 1969年4月29日 | 1969年10月31日 | 太平洋舰队 | 1992年6月30日     |
| K-313                       | 红色索尔莫沃 | 1966年7月14日  | 1969年7月16日 | 1969年12月16日 | 太平洋舰队 | 1990年4月19日     |
| K-308                       | 红色索尔莫沃 | 1967年12月29日 | 1970年2月19日 | 1970年9月20日  | 太平洋舰队 | 1992年7月30日     |
| K-320                       | 红色索尔莫沃 | 1968年4月30日  | 1971年3月27日 | 1971年9月15日  | 太平洋舰队 | 1990年4月19日     |
| K-302                       | 红色索尔莫沃 | 1969年1月17日  | 1970年7月11日 | 1970年12月1日  | 太平洋舰队 | 1992年6月30日     |
| K-201                       | 红色索尔莫沃 | 1971年11月16日 | 1972年9月     | 1972年12月26日 | 太平洋舰队 | 1990年4月19日     |

## 查理II级
1972-1979年, 红色索尔莫沃造船厂制造了6艘670M型巡航导弹核潜艇，即北约命名的查理II级。与670型艇的区别是换装了射程110公里的P-120孔雀石/SS-N-9塞壬反舰导弹系统，对电子设备进行了改进。艇壳比查理I级增长了8米。
| #       | 造船厂       | 开工           | 下水          | 服役           | 舰队     | 退役拆解      |
| ------- | ------------ | -------------- | ------------- | -------------- | -------- | ------------- |
| K-458 . | 红色索尔莫沃 | 1974年2月12日  | 1975年6月30日 | 1975年12月29日 | 北方舰队 | 1991年6月24日 |
| K-452   | 红色索尔莫沃 | 1972年12月30日 | 1973年6月     | 1973年12月30日 | 北方舰队 | 1998年5月30日 |
| K-479   | 红色索尔莫沃 | 1975年12月20日 | 1977年5月6日  | 1977年9月30日  | 北方舰队 | 1992年7月5日  |
| K-503   | 红色索尔莫沃 | 1977年2月7日   | 1978年9月22日 | 1978年12月31日 | 北方舰队 | 1993年6月30日 |
| K-508   | 红色索尔莫沃 | 1977年12月10日 | 1979年10月3日 | 1979年12月30日 | 北方舰队 | 1995年8月4日  |
| K-209   | 红色索尔莫沃 | 1979年12月20日 | 1980年9月16日 | 1980年12月30日 | 北方舰队 | 1996年        |